# Лене-Великі
Лене-Великі (пол. Lenie Wielkie, нім. Großlenge) — село в Польщі, у гміні Добжинь-над-Віслою Ліпновського повіту Куявсько-Поморського воєводства.
Населення — 546 осіб (2011).
У 1975-1998 роках село належало до Влоцлавського воєводства.

## Демографія
Демографічна структура станом на 31 березня 2011 року:
|          | Загалом | Допрацездатний вік | Працездатний вік | Постпрацездатний вік |
| -------- | ------- | ------------------ | ---------------- | -------------------- |
| Чоловіки | 258     | 54                 | 186              | 18                   |
| Жінки    | 288     | 59                 | 185              | 44                   |
| Разом    | 546     | 113                | 371              | 62                   |